# David Chipperfield

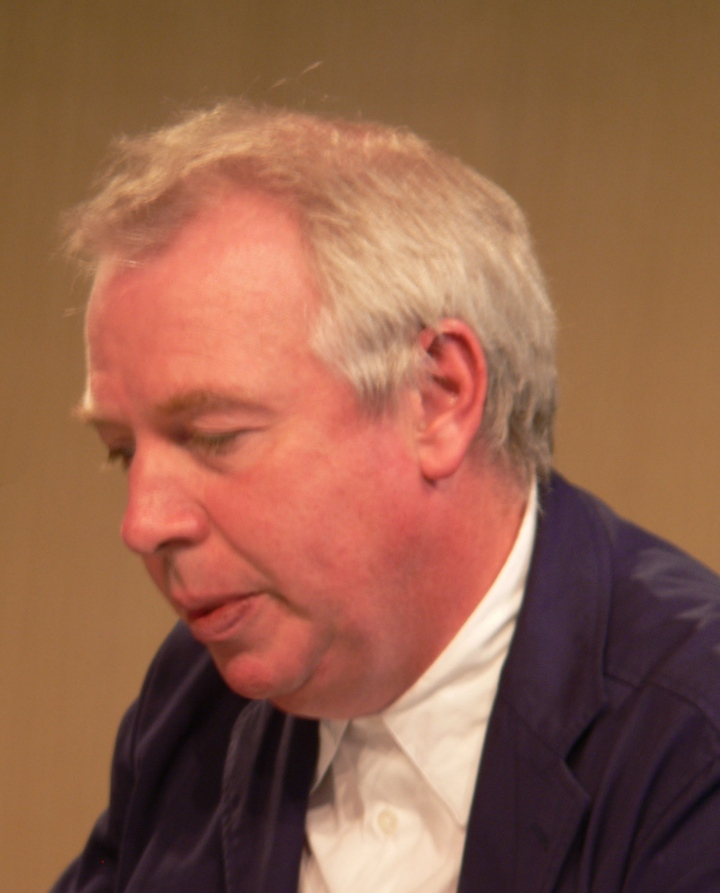
Sir David Chipperfield

Sir David Alan Chipperfield (Londen, 18 december 1953) is een Brits architect. Hij heeft bureaus in Londen, Berlijn en Milaan en een vertegenwoordiging in Shanghai. Hij is vele malen bekroond en is sinds 2004 Commander of the Most Excellent Order of the British Empire (CBE).

## Loopbaan
Hij ontwierp het River and Rowing Museum in Henley-on-Thames met een groene eiken façade, beton en glas. Veel van zijn gebouwen staan buiten het Verenigd Koninkrijk, met name in Japan en Duitsland. In het Duitse Marbach am Neckar werd in januari 2006 het door hem ontworpen Literaturmuseum der Moderne als onderdeel van het Deutsches Literaturarchiv Marbach geopend.
In 1999 ontving hij de Heinrich Tessenow-medaille. In 2011 kreeg hij de European Union Prize for Contemporary Architecture met zijn ontwerp voor het Neues Museum in Berlijn. De architect werd vooral geprezen voor de wijze waarop hij de verschillende tijdlagen van het negentiende-eeuwse museum - dat in de Tweede Wereldoorlog ernstig is beschadigd -  zichtbaar heeft gemaakt in zijn restauratie. Chipperfield was de enige Britse architect die de laatste selectieronde bereikte van de ontwerpopdracht voor het Londense museum Tate Modern. In 2015 kreeg hij de Nederlandse Sikkens Prize toegekend, een prijs voor ontwerpers die zich onderscheiden door zorgvuldig kleurgebruik. 
Hij is gasthoogleraar aan de University of the Arts London en werkte aan de in 2019 geopende James-Simon-Galerie, het ingangsgebouw voor het Museumsinsel in Berlijn. Chipperfield kreeg in 2023 de Pritzker Architecture Prize toegekend, een van de hoogste onderscheidingen in de architectuur.

## Afbeeldingen

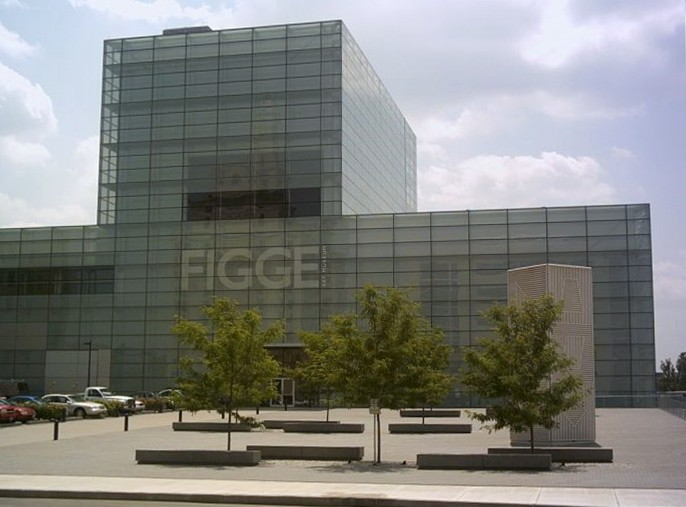
Figge Art Museum, Davenport (Iowa) (2005)
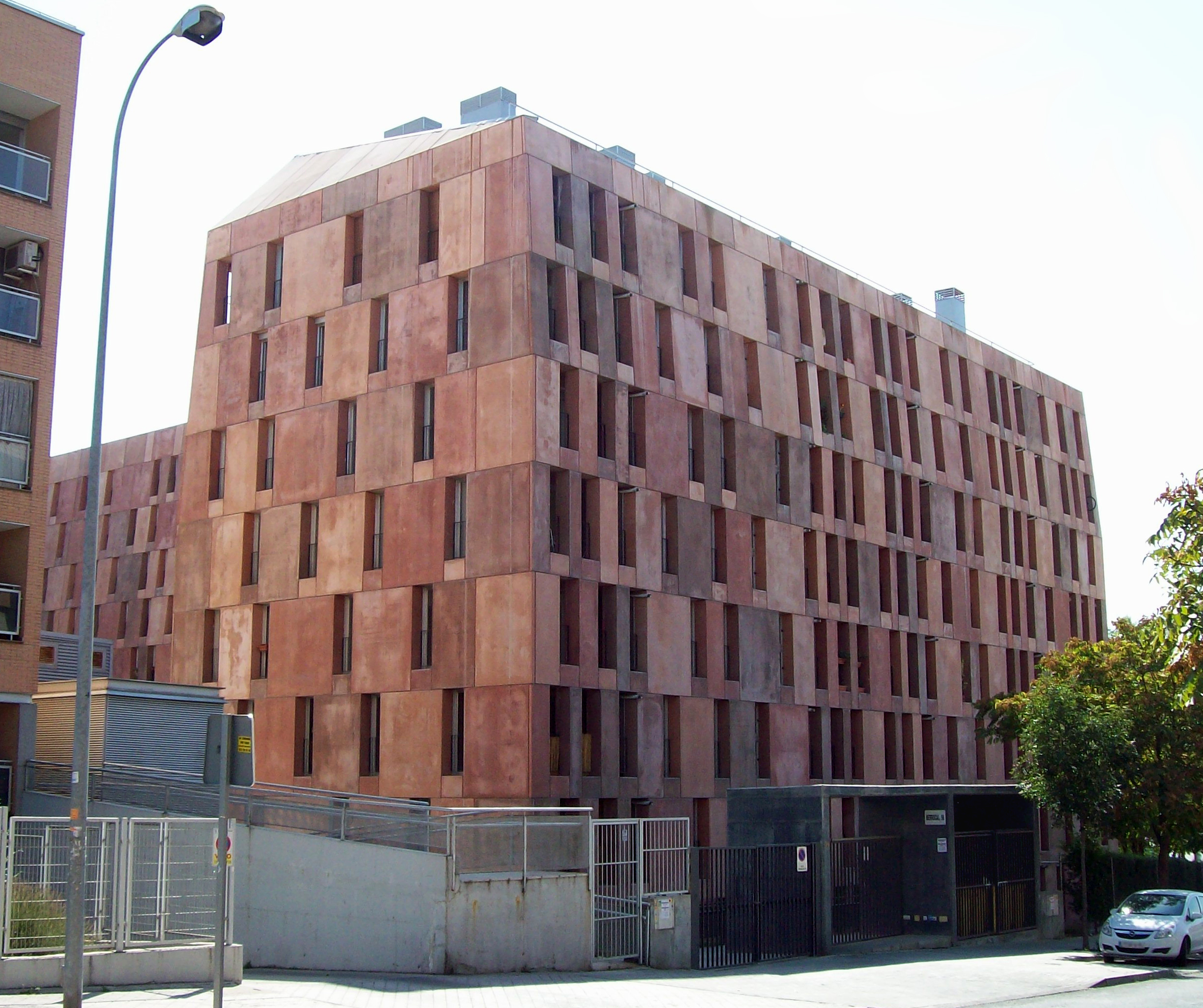
Verona 203A, Madrid (2005)
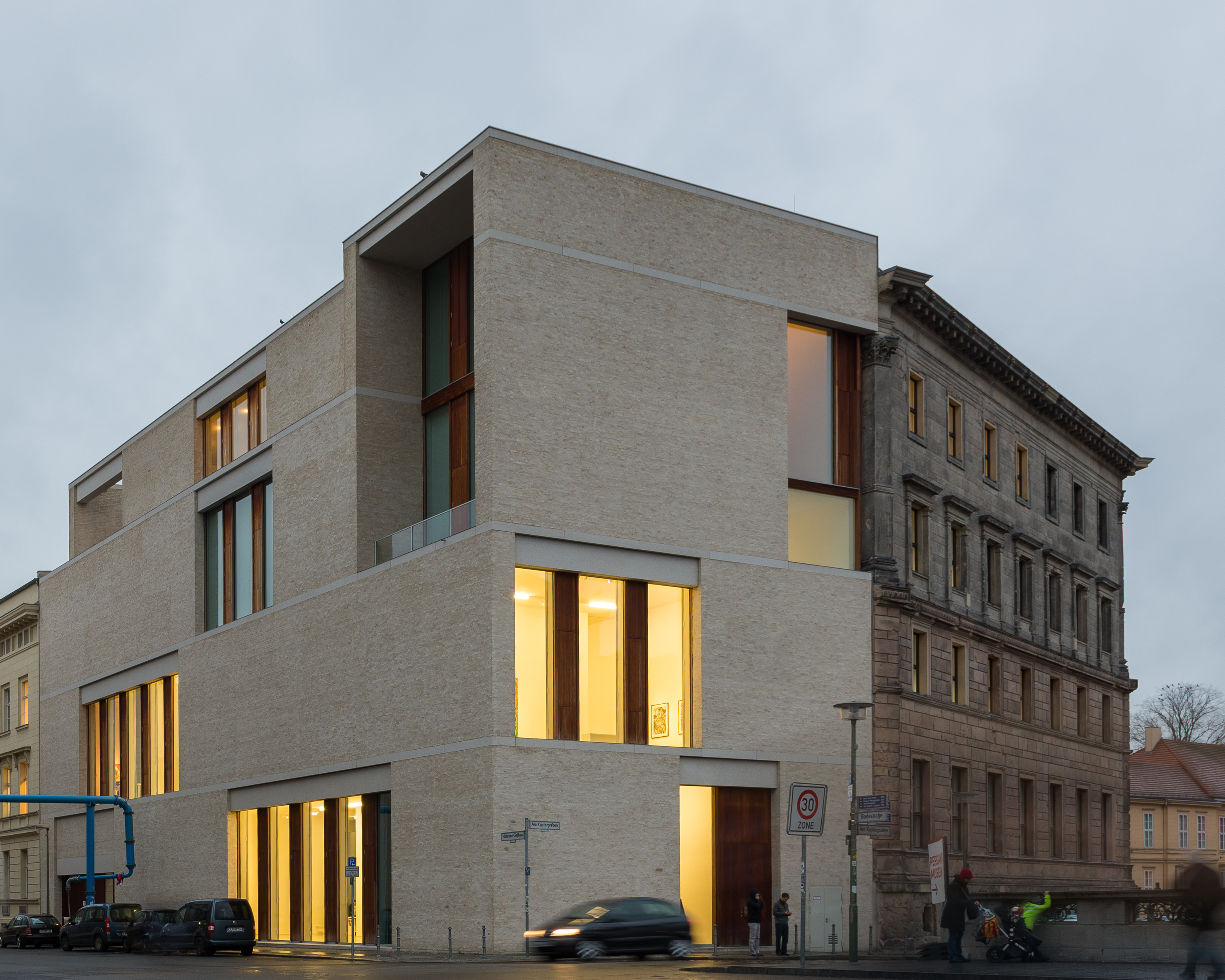
Am Kupfergraben 10, Berlijn (2007)
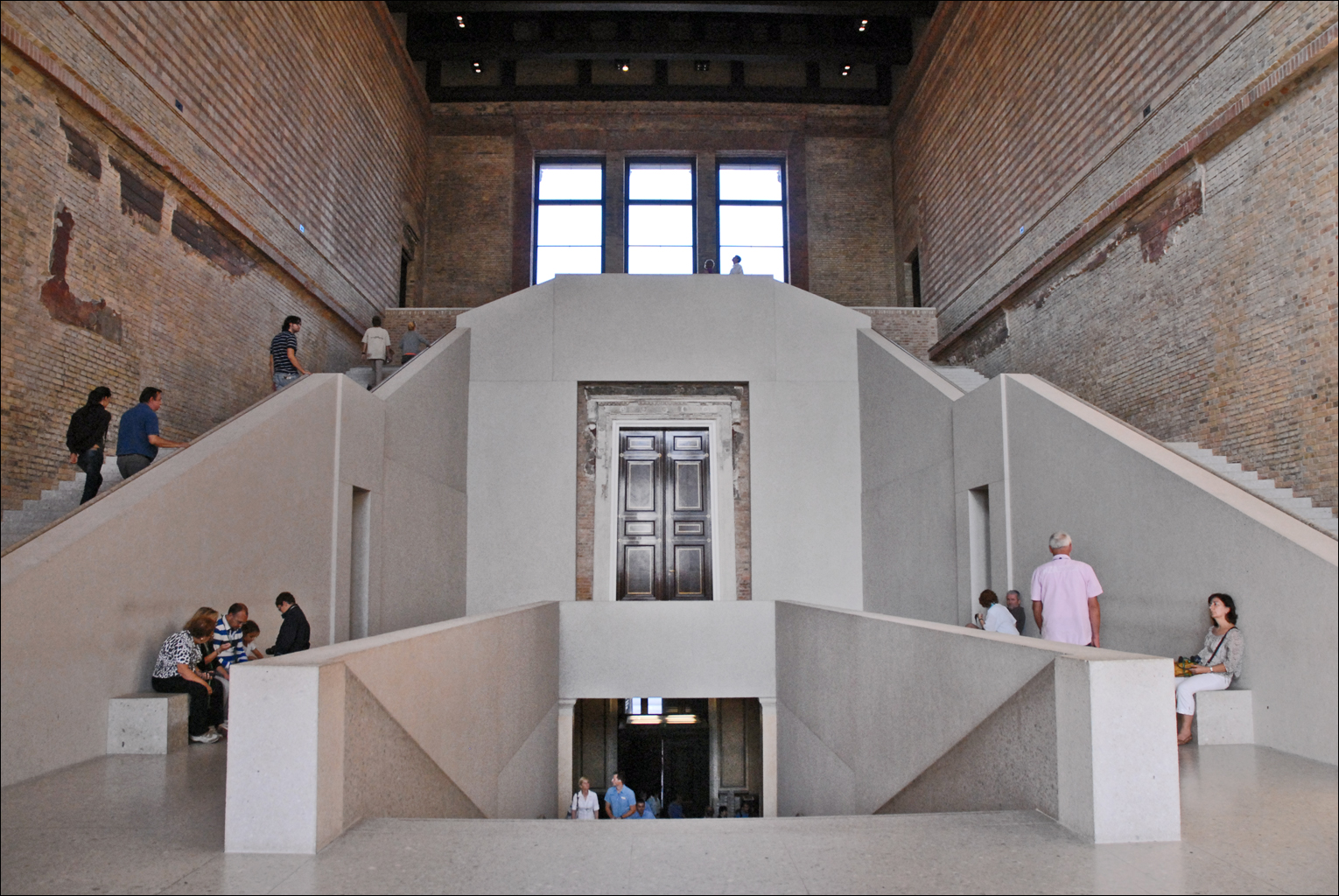
Neues Museum, Berlijn (2009)
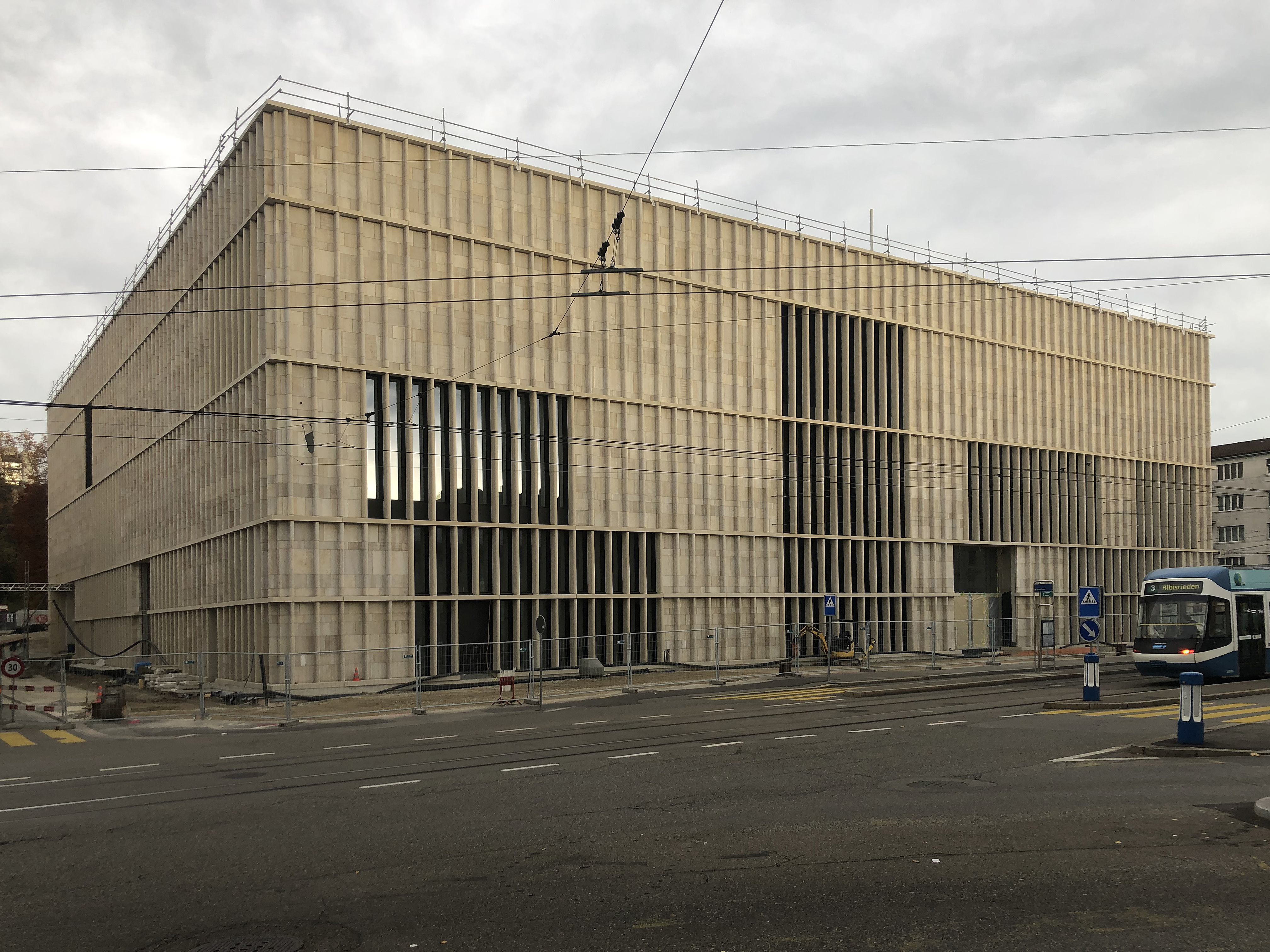
Uitbreiding Kunsthaus Zürich (2020)